# Södra Gäddtjärnen (Lima socken, Dalarna)
Södra Gäddtjärnen är en sjö i Malung-Sälens kommun i Dalarna och ingår i Göta älvs huvudavrinningsområde.